# Magia (album)
Magia - debiutancki album nagrany przez Shakirę w 1991 roku. Album w całości wykonany w ojczystym języku piosenkarki, czyli po hiszpańsku. Płyta sprzedała się nakładem 1000 egzemplarzy.

## Lista utworów
1. Sueños
2. Esta Noche Voy Contigo
3. Lejos De Tu Amor
4. Magia
5. Cuentas Conmigo
6. Cazador De Amor
7. Necesito De Ti
8. Gafas Oscuras
9. Lejos De Tu Amor (remix)

## Single
- Magia
- Esta Noche Voy Contigo
- Sueños
- Lejos De Tu Amor (remix)